# Pachnistis craniota
Pachnistis craniota is een vlinder uit de familie dominomotten (Autostichidae). De wetenschappelijke naam is voor het eerst geldig gepubliceerd in 1913 door Meyrick.
De soort komt voor in het Afrotropisch gebied.